# Dolmen Arbu 1 + 2
Die Dolmen Arbu 1 + 2 liegen eng benachbart südöstlich von Birori und nordöstlich von Borore nahe einem Flusslauf in der Provinz Nuoro auf Sardinien. Die Dolmen Arbu 1 + 2 sind zwei von etwa 100 Dolmen auf Sardinien.
Der Dolmen Arbu 1 ist eine gut erhaltene Kammer der neolithischen Ozieri-Kultur. Er besteht aus zehn aufrechten Tragsteinen und einem Deckstein von 2,4 × 2,25 m. Die Kammer hat Innenabmessungen von 1,57 × 1,25 m.
Der Dolmen Arbu 2 liegt wenige Meter nordwestlich vom Dolmen Arbu 1. Er besteht aus zwei natürlichen Felsen und dem Deckstein von 1,7 × 1,22 × 0,45 m, der den Raum zwischen den Felsen bedeckt. Insofern hat er große Ähnlichkeit mit westeuropäischen Pseudodolmen, die aber auf Sardinien nicht vorkommen.
In der Nähe liegt der Dolmen Sarbogadas.

## Kontext
Eine bedeutende Megalithanlagengruppe liegt mit über 200 Denkmälern auf Sardinien. Der Aufstieg des megalithischen Phänomens erfolgte im Spätneolithikum (4000–3300 v. Chr.) während der Ozieri-Kultur. Die maximale Verbreitung erfolgte im Chalkolithikum, wie Funde belegen. Das Phänomen zeigt enge Beziehungen nach Apulien, Katalonien, ins Le Midi und nach Korsika. Es wurden etwa 90 Dolmen untersucht, die sich im zentralen Westen Sardiniens befinden. Das sind rund 40 % aller sardischen Dolmen. Die Dolmen liegen isoliert, häufiger auf Hochebenen aber auch auf Hügeln.